# Чудеса любви
Чудеса любви (исп. Milagros de Amor) — колумбийский сериал 2002 года. Он рассказывает о мужчине, которому пришлось спасаться бегством от влиятельных людей, о коррумпированных политиках и бизнесменах, которые готовы на всё, чтобы добиться своего. И о том, какую роль играет вера в жизни простых людей.

## Сюжет
Детство главного героя, Мигеля Абриля, прошло в католическом приюте для сирот. У него было два верных друга: Панчо и Эрнан. Эрнана друзья ласково называли Мышонок (исп. Ratón). Падре, который воспитывал ребят, был в отчаянии от их проделок и озорства. И чаще всего он наказывал именно Мигеля за непослушание. Однажды после очередной выходки ребята решают сбежать из приюта. И свои подростковые годы они проводят на улице, перебиваются случайными заработками, играют в бильярд. Мигель становится известным ловеласом и очаровывает множество девушек. Однажды в баре началась облава, и ребята решают убежать. Панчо попадает под машину и погибает, Мышонка ловит полиция, а Мигелю удается убежать. И с этого момента пути друзей расходятся.
Через двенадцать лет Мигелю невероятно везёт. Он женится на Ксеомаре, девушке из очень богатой и влиятельной семьи. Её мать, сеньора Эстер, занимает пост губернатора и пользуется уважением людей. Но Мигель не оставляет старых привычек и изменяет жене с другими женщинами. Кузен Ксеомары, Рубен, недоволен своим новым родственником и следит за ним.
Однажды Мигель возвращается к жене и застает её в слезах. Рубен выследил Мигеля с любовницей. Мигель решает убежать из дома и переждать бурю. Но когда он вечером решает приехать и помириться с женой, Рубен и сеньора Эстер набрасываются на него с обвинениями, что Мигель украл 500 миллионов песо. Рубен начинает стрелять, и Мигель решает убежать из города. Но поскольку Рубен прострелил фару на машине, Мигель едет в автосервис. И там встречает своего друга детства Мышонка. Мышонок решает помочь другу, и на мотоцикле они уезжают из города.
В это же время показывают маленькую деревню Орнито, которая стоит на реке Ориноко. В этой деревне живут очень набожные и богобоязненные люди. Среди жителей есть молодая женщина Милагрос де Амор. Её муж погиб в аварии, и она осталась одна с матерью и глухонемой дочкой Натальей. Дочери нужно сделать дорогостоящую операцию по восстановлению слуха, пока ей не исполнится двенадцать лет. Эта операция стоит 50 миллионов песо. Милагрос устраивается на работу в фирму семьи Перальта, но Владимиро, сын хозяина, начинает её домогаться. Милагрос решает уволиться, но Владимиро не оставляет надежды заполучить эту женщину. Он предлагает Милагрос деньги на лечение Натальи при условии, что Милагрос станет его женой. Женщина соглашатся на этот брак. Но венчание откладывается на неопределенное время. Местный падре умирает прямо в день свадьбы, и Владимиро с Милагрос ждут, когда в деревню приедет новый священник.
У Мигеля и Мышонка посреди дороги ломается мотоцикл, и они идут за помощью к машине, которая стоит неподалеку. Там они находят убитого священника. Друзья в панике прячут тело, боясь, что их обвинят ещё и в убийстве. Через несколько минут на дороге появляются на машине люди из Орнито, которые выехали навстречу новому падре. Увидев в руке у Мигеля колоратку (воротничок священника), люди принимают его за падре Эмилио Луна, а Мышонка — за его причетника. Мигель решает поехать с людьми, чтобы не вызывать подозрений. И жители тут же рассказывают им о том, что в деревне появился образ Богоматери, которая плачет. Они просят нового падре освидетельствовать чудо. Жители деревни считают, что на их глазах совершилась милость Божья.
Мигель в свою очередь не спешит свидетельствовать в пользу этого мироточащего образа. Сначала они с Мышонком хотят переждать здесь пару дней, а затем сбежать. Но Мигель встречает Милагрос и решает задержаться в деревне ещё на некоторое время, поскольку ему понравилась молодая женщина. Мышонок очень злится на друга, потому что им приходится читать молитвы, вести службы и проповеди, хотя оба друга ничего об этом не знают. И друзья пытаются выпутаться из этих комичных и щекотливых ситуаций.
Милагрос почувствовала симпатию к этому мужчине, ещё до того, как узнала, что он новый священник в деревне. Она долгое время пытается бороться с этим чувством, считает, что Богоматерь начала плакать из-за её запретной любви. Другие люди из деревни молятся Богоматери и умоляют её помочь. Это лето выдалось засушливым и грозит уничтожить весь урожай.
Ни Мигель, ни жители деревни даже не догадываются, что плачущая Богоматерь — это просто обман, который затеяли отец и сын Перальта, а также теща Мигеля, Эстер. Они хотят разорить людей, устроив на реке засуху и вызывав неурожай. Затем скупить за бесценок дома и убедить местных жителей, что на месте деревни будут построены часовня и место для паломников, поскольку здесь обнаружили плачущую Богоматерь. Но на самом деле на месте деревни должна будет появиться плотина.

## Актёры
- Марица Родригес — Милагрос де Амор
- Грегорио Перниа — Мигель Абриль/Падре Эмилио Луна
- Мария Элена Дёринг — Каталина Писарро де Аннсен
- Эдмундо Тройя — Владимиро Перальта-младший
- Хулио Медина — Владимиро Перальта
- Хайдер Вилья — Камило Писарро
- Элена Мальярино — Вирхиния
- Карлос Умберто Камачо — Эрнан «Мышонок»
- Ванесса Бландон — Наталья Амор
- Каролина Лисарасо — Ксеомара Корралес
- Патрисия Поланко — Эстер де Корралес
- Каролина Сармиенто — Магали «Негра»
- Густаво Анхель — Рубен
- Луис Фернандо Ардила — Мэр Руэда
- Марсела Ванегас — Леонор
- Сесар Мора — Каэтано
- Глория Гомес — Офелия[4].